# Kyškovice
Kyškovice – gmina w Czechach, w powiecie Litomierzyce, w kraju usteckim. 1 stycznia 2014 liczyła 268 mieszkańców.